# 1890.
◄ | 18. stoljeće | 19. stoljeće | 20. stoljeće | ►
◄ | 1860-ih | 1870-ih | 1880-ih | 1890-ih | 1900-ih | 1910-ih | 1920-ih | ►
◄◄ | ◄ | 1887. | 1888. | 1889. | 1890. | 1891. | 1892. | 1893. | ► | ►►
Arhitektura • Astronomija • Biologija • Film • Fotografija • Glazba • Kazalište • Kemija • Kiparstvo • Knjige • Književnost • Kršćanstvo • Meteorologija • Medicina • Planinarstvo • Politika • Pravo • Promet • Slikarstvo • Strip • Šport • Znanost • Zrakoplovstvo • Željeznički promet

## Događaji
- 8. listopada – otvorena zagrebačka uspinjača –  zaštićeni spomenik kulture i najkraća žičana željeznica namijenjena javnom prometu na svijetu.
- 29. listopada – Na četvrtoj sjednici Dalmatinskog sabora zastupnik Miho Klaić predložio da se u zadarskoj gimnaziji umjesto talijanskog uvede hrvatski kao naukovni jezik.[1]
- 6. studenoga – Na 9. sjednici Dalmatinskog sabora raspravljalo se o prijedlogu zastupnika Mihe Klaića od 29. listopada 1890. o uvođenju hrvatskog kao naukovnog jezika u zadarskoj gimnaziji umjesto talijanskog; usvojen je s 33 glasa za, 1 protiv, 4 nisu glasovali.[1]

## Rođenja

### Siječanj – ožujak
- 9. siječnja – Karel Čapek, češki književnik († 1938.)
- 20. siječnja – Vinko Žganec, jedan od najvećih hrvatskih melografa, muzikologa, zapisivača narodnih plesova, obreda i običaja († 1976.)
- 10. veljače – Boris Leonidovič Pasternak, ruski književnik († 1960.)
- 11. veljače – Stanko Bloudek, slovenski avio-konstruktor i sportski djelatnik († 1959.)
- 25. ožujka – Vladimir Šuput, nogometaš i sportski djelatnik († 1955.)

### Travanj – lipanj
- 26. travnja – Mykola Zerov, ukrajinski pjesnik († 1937.)
- 12. lipnja – Egon Schiele, austrijski slikar i grafičar († 1918.)
- 12. lipnja – Ivo Badalić, hrvatski glumac i redatelj († 1937.)
- 14. lipnja – Ljubo Babić, hrvatski slikar, povjesničar umjetnosti i likovni pedagog († 1974.)
- 23. lipnja – Sofija Tajber, poljska katolička redovnica († 1963.)
- 24. lipnja – Ivo Parać, hrvatski skladatelj i zborovođa († 1954.)

### Srpanj – rujan
- 14. srpnja – Ossip Zadkine, francuski kipar († 1967.)
- 25. srpnja – Dorothy Bernard, američka glumica († 1955.)
- 5. kolovoza – Naum Gabo, ruski kipar († 1977.)
- 2. rujna – Ellsworth Paine Killip, američki botaničar († 1968.)
- 15. rujna – Agatha Christie, engleska književnica († 1976.)

### Listopad – prosinac
- 2. listopada – Groucho Marx, američki glumac († 1977.)
- 14. listopada – Dwight D. Eisenhower, američki general, političar i predsjednik SAD-a († 1969.)
- 16. listopada – Sveta Marija Goretti, talijanska svetica († 1902.)
- 23. studenog – El Lissitzky, ruski slikar i arhitekt († 1941.)
- 11. prosinca – Carlos Gardel, argentinski pjevač († 1935.)
- 21. prosinca – Hermann Joseph Muller, američki genetičar, nobelovac († 1967.)
- 24. prosinca – Božidar Adžija, hrvatski političar i publicist († 1941.)

### Nepoznat datum rođenja
- Agata Truhelka, hrvatska književnica († 1980.)

## Smrti

### Siječanj – ožujak
- 30. ožujka – Luka Liengitz, austrijska redovnica (* 1861.)

### Srpanj – rujan
- 15. srpnja – Gottfried Keller, švicarski književnik (* 1819.)
- 18. srpnja –  Aleksandr Andrejevič fon Bunge – ruski botaničar, orijentalist, sinolog, istraživač i liječnik  (* 1803.)
- 29. srpnja – Vincent van Gogh, nizozemsko-flamanski slikar (* 1853.)
- 4. kolovoza – Ivan Mažuranić, hrvatski pjesnik, jezikoslovac i političar (* 1814.)
- 11. kolovoza – John Henry Newman, engleski kardinal (* 1801.)

### Listopad – prosinac
- 3. listopada – Joseph Hergenröther, njemački kardinal (* 1824.)
- 26. listopada – Carlo Collodi, talijanski književnik (* 1826.)
- 26. prosinca – Heinrich Schliemann, njemački istraživač (* 1822.)

## Vanjske poveznice
|  | Zajednički poslužitelj ima još gradiva o temi 1890. |